# زمین (فیلم ۱۹۵۷)
زمین (بلغاری: Земя) فیلمی بلغاری است که در سال ۱۹۵۷ منتشر شد.